# Starowola (condado de Garwolin)
Starowola es un pueblo de Polonia, en Mazovia. Se encuentra en el distrito (Gmina) de Parysów, perteneciente al condado (Powiat) de Garwolin. Se encuentra aproximadamente a 4 km al noreste de Parysów, 12 km al noreste de Garwolin, y a 57 km al sureste de Varsovia. 
Entre 1975 y 1998 perteneció al voivodato de Siedlce.